# Sistema contínuo de segunda ordem
Um Sistema contínuo de segunda ordem é o Sistema dinâmico contínuo generalizado
para sistemas mais gerais, de segunda ordem. Possibilitando
reduzir qualquer sistema de equações diferenciais ordinárias
a um sistema de várias equações, autônomas e de primeira ordem. 

## Queda livre
No problema da queda livre de um objeto, para calcular a altura em função do
tempo, é preciso resolver a equação diferencial

{\displaystyle \color {red}{{\dot {y}}=v}}
onde {\displaystyle v} é obtida a partir da equação que já resolvemos no capítulo anterior
{\displaystyle \color {red}{{\dot {v}}=a}}
Aplicando o método de Euler, teremos que encontrar duas sequências a partir
de dois valores iniciais conhecidos:
{\displaystyle y_{0}=y(t=0)\qquad v_{0}=v(t=0)}
usando as relações de recorrência:
{\displaystyle \color {Blue}{\left\{{\begin{array}{l}v_{n+1}=v_{n}+h\,a_{n}\\y_{n+1}=y_{n}+h\,v_{n}\end{array}}\right.}}
onde {\displaystyle h} é um pequeno intervalo de tempo e a aceleração {\displaystyle a_{n}} calcula-se a
partir de uma função conhecida, que depende de {\displaystyle v_{n}}
O método do ponto médio consiste em usar a média entre {\displaystyle v_{n}}
e {\displaystyle v_{n+1}} para calcular {\displaystyle y_{n}}
{\displaystyle \left\{{\begin{array}{l}v_{n+1}=v_{n}+h\,a_{n}\\[6pt]y_{n+1}=y_{n}+h\,\displaystyle {\frac {v_{n}+v_{n+1}}{2}}\end{array}}\right.}
ou, substituindo a expressão para {\displaystyle v_{n+1}} na segunda equação:
{\displaystyle \left\{{\begin{array}{l}v_{n+1}=v_{n}+h\,a_{n}\\y_{n+1}=y_{n}+h\,v_{n}+\displaystyle {\frac {1}{2}}a_{n}\,h^{2}\end{array}}\right.}

### Lançamento de projéteis
O movimento de um projétil, sob a ação da gravidade é um movimento
plano, no plano definido pela gravidade e pela velocidade inicial.
A posição, velocidade e a aceleração instantânea são vetores com duas
componentes, por exemplo, {\displaystyle x} e {\displaystyle y}, que verificam duas equações
diferenciais

{\displaystyle {\begin{aligned}{\dot {\vec {r}}}&=&{\vec {v}}\\{\dot {\vec {v}}}&=&{\vec {a}}\end{aligned}}}
Essas equações são uma generalização vetorial das equações
. Assim, o método de Euler também
pode ser generalizado facilmente, introduzindo vetores nas equações
{\displaystyle \left\{{\begin{array}{l}{\vec {v}}_{n+1}={\vec {v}}_{n}+h\,{\vec {a}}_{n}\\{\vec {y}}_{n+1}={\vec {y}}_{n}+h\,{\vec {v}}_{n}\end{array}}\right.}
Essas equações resolvem-se em forma iterativa, começando com um valor
conhecido para os vectores posição e velocidade iniciais.

## Sistemas de segunda ordem

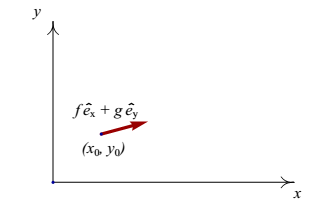
As funções e, calculadas num dado ponto, definem a velocidade de fase nesse ponto.

Um sistema autônomo de segunda ordem consiste em duas variáveis {\displaystyle x} e
{\displaystyle y} que dependem do tempo, e duas equações de evolução, independentes
do tempo:
{\displaystyle \left\{{\begin{array}{l}{\dot {x}}=f(x,y)\\{\dot {y}}=g(x,y)\end{array}}\right.}
O espaço de fase desse sistema é o plano {\displaystyle xy}, formado
pelas duas variáveis de estado.
O vector {\displaystyle f\,{\hat {e}}_{x}+g\,{\hat {y}}}, construído a partir das duas
funções nas equações de evolução acima, é a
``velocidade com que o estado se desloca no espaço de fase. A
velocidade de fase em cada ponto do espaço de fase
representa-se por um múltiplo positivo do vetor {\displaystyle f\,{\hat {e}}_{x}+g\,{\hat {y}}} nesse ponto. Usa-se um fator de escala para evitar
complicar o desenho com vectores muito compridos a cruzarem-se.

## Retrato de fase
O retrato de fase de um sistema autônomo de segunda ordem é uma
representação gráfica do campo de direções, no espaço de fase a duas
dimensões, mostrando os pontos fixos e algumas soluções que entram ou
saem desses pontos.

## Resolução analítica das equações de segunda ordem
Existem dois tipos de equações de segunda ordem que podem ser
resolvidas analiticamente. O primeiro tipo são as equações
lineares com coeficientes constantes, com a forma geral

{\displaystyle a\,y''+b\,y'+c\,y=f(x)}
onde {\displaystyle a}, {\displaystyle b} e {\displaystyle c} são constantes, e {\displaystyle f(x)} tem alguma forma simples.
O segundo tipo de equação é a equação de Euler
{\displaystyle ax^{2}\,y''+bx\,y'+c\,y=f(x)}

### Equações autônomas de segunda ordem
As equações diferenciais autônomas de segunda ordem são as que não
dependem explicitamente da variável independente. Podem ser reduzidas a duas
equações independentes, de primeira ordem. A forma geral de uma equação
autônoma de segunda ordem é:
{\displaystyle \color {Blue}{{\frac {d^{2}x}{dt^{2}}}=f\left(x,{\frac {dx}{dt}}\right)}}
se designarmos de {\displaystyle v(x)} a função {\displaystyle dx/dt}, a equação passa a ser de
primeira ordem
{\displaystyle \color {Red}{{\dot {v}}=f(x,v)}}
mas como há 3 variáveis {\displaystyle (t,xev)} nesta equação, ela não pode
ser resolvida independentemente mas deverá ser resolvida juntamente
com a equação {\displaystyle dx/dt=v}. Um método mais simples, que não exige a
resolução de duas equações em simultâneo, consiste em obter uma
equação diferencial ordinária (unicamente duas variáveis), usando a
seguinte substituição:
{\displaystyle {\frac {dv}{dt}}={\frac {dv}{dx}}{\frac {dx}{dt}}=v{\frac {dv}{dx}}}
substituindo na equação, obtém-se
{\displaystyle v{\frac {dv}{dx}}=f(x,v)}
que é uma EDO de primeira ordem, com variável independente {\displaystyle x} e
variável dependente {\displaystyle y}. Cada solução dessa EDO será uma
função {\displaystyle g(x)} que representa {\displaystyle v} em função da variável
{\displaystyle x}. Para calcular {\displaystyle x(t)} resolve-se a seguir
{\displaystyle {\frac {dx}{dt}}=g(x)}
que é também uma equação autônoma, mas de primeira ordem.
A dificuldade deste método é que nem sempre é possível escrever as
soluções da equação na forma explícita {\displaystyle v=g(x)}.
Na analogia mecânica, {\displaystyle v} é a velocidade e a função {\displaystyle f} na equação é a força resultante, por unidade de massa.

## Sistemas não autônomos e derivadas de ordem superior
Se as funções {\displaystyle f} ou {\displaystyle g}, nos Sistemas de segunda ordem, dependessem
do tempo, o sistema deixaria de ser autônomo. 
No entanto o sistema pode ser convertido num sistema autônomo,
considerando o tempo como mais uma variável de estado, e introduzindo
uma equação diferencial trivial para a derivada de {\displaystyle t} (a derivada de
{\displaystyle t} em função de {\displaystyle t} é 1).
Outra forma em que um sistema pode diferir da forma padrão
será se aparecerem derivadas de ordem superior.
Nesse caso as derivadas de ordem superior podem ser reduzidas a
primeira ordem, introduzindo mais variáveis. Vamos ilustrar esses
métodos para obter sistemas autônomos por meio de um exemplo.
Transformando o seguinte sistema num sistema autônomo:
{\displaystyle \left\{{\begin{array}{l}{\dot {x}}=3x-y^{2}t\\{\dot {y}}=5x^{2}y\end{array}}\right.}

Resolução: Se {\displaystyle t} fosse também variável de estado, o sistema
seria autônomo; mas deveria haver uma equação de evolução para essa
nova variável de estado. Assim, introduzimos mais uma equação (trivial):
{\displaystyle {\dot {t}}=1}
Assim, o sistema é equivalente a um sistema autônomo de terceira ordem:
{\displaystyle \left\{{\begin{array}{l}{\dot {t}}=1\\{\dot {x}}=3x-y^{2}t\\{\dot {y}}=5x^{2}y\end{array}}\right.}
O espaço de fase tem três dimensões.

## Eliminação de singularidades
Os métodos para resolver equações diferenciais estudados nas secções
anteriores calculam o valor da solução a partir do valor da derivada
num ponto inicial. Se a derivada no ponto inicial for infinita, o
método falha. Quando o diagrama do campo de direções de um sistema,
no plano {\displaystyle xy}, apresentar pontos
onde o declive for vertical, os métodos numéricos falham nesses
pontos. O problema pode ser resolvido introduzindo um parâmetro
adicional, como é feito no exemplo seguinte.

Encontramos a solução do sistema:
{\displaystyle \color {Brown}{{\frac {dy}{dx}}=-{\frac {x}{y}}\qquad y(3)=0}}
Resolução: O estado inicial, {\displaystyle x=3}, {\displaystyle y=0}, conduz a uma
derivada infinita; assim, não vai ser possível calcular a derivada no
ponto inicial (3,0). Não será possível representar o campo de
direções nesse ponto, e os métodos numéricos não poderão ser usados
para calcular a solução.
Introduzindo um parâmetro adicional, {\displaystyle t}, admitimos que as duas
variáveis, {\displaystyle x} e {\displaystyle y} dependem de {\displaystyle t}.  A equação é
equivalente ao sistema de equações
{\displaystyle {\begin{aligned}{\frac {dx}{dt}}&=&y\\{\frac {dy}{dt}}&=&-x\end{aligned}}}